# Dique con tajamares en el cauce del río Genil
El dique con tajamares en el cauce del río Genil es un dique o muro de contención situado en la margen derecha del río Genil, junto a la afluencia del río Darro. Es una obra de ingeniería hidráulica periurbana, y posteriormente urbana, relevante y excepcional, fundamental para comprender la ordenación espacial y evolución histórica del territorio inmediato. Con un origen en el siglo XI, se caracteriza por poseer un amplio registro, resultado de un dilatado proceso de reparaciones y mejoras, debido a la función que desempeñaba y al medio en el que se ubicaba. Fue hallado durante la realización de obras para la construcción de un aparcamiento en el Paseo del Violón.

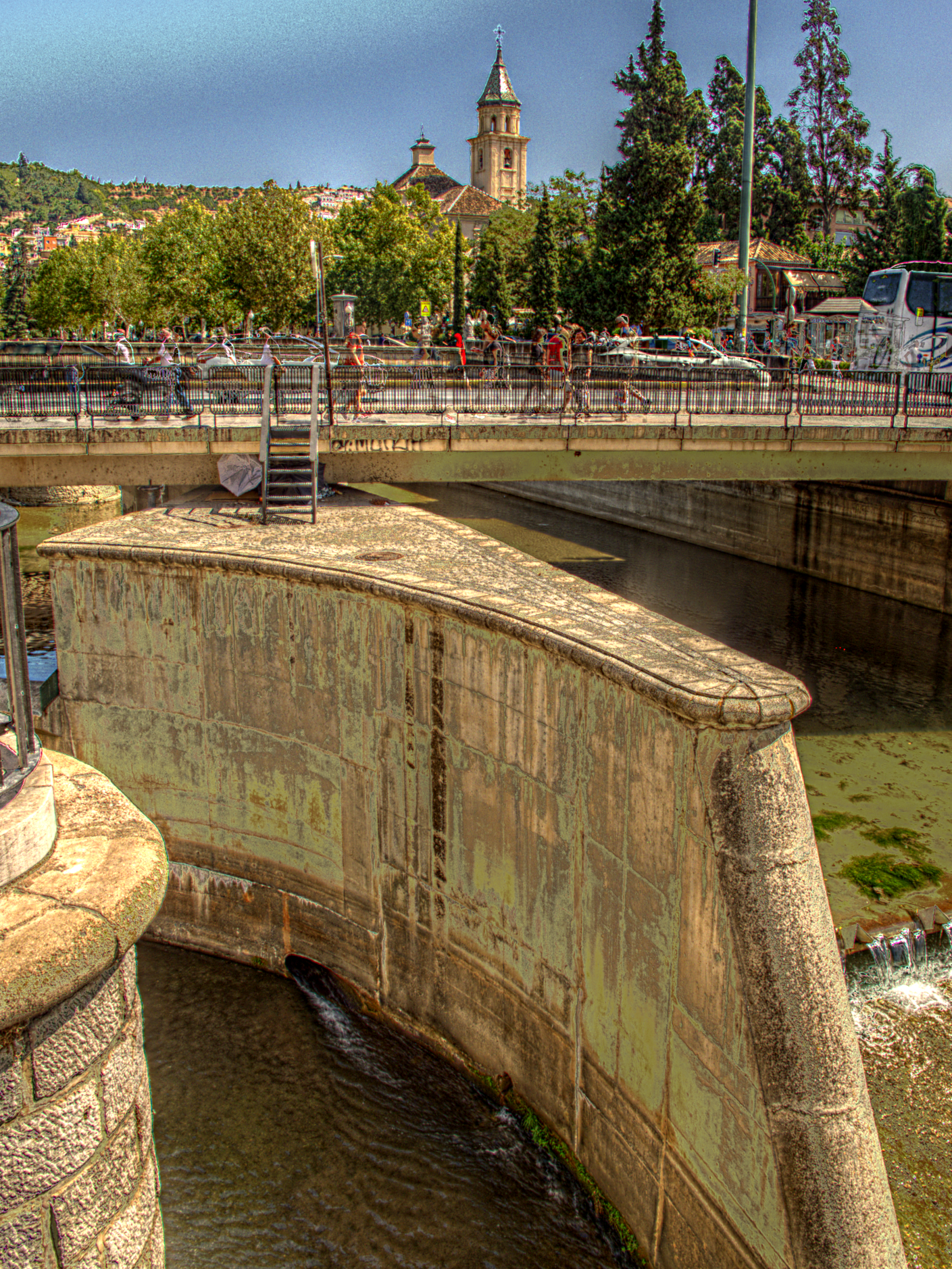
Dique con Tajamares, Granada, España. A la izquierda, el Darro; a la derecha, el Genil

## Descripción
Los ríos Darro y Genil son determinantes en la configuración de la ciudad antigua de Granada y su territorio inmediato. El primero de ellos tiene periódicamente fuertes crecidas, discurriendo en su curso bajo en línea recta hasta un gran meandro y su confluencia con el río Genil. Este peculiar recorrido conllevaría un serio peligro de inundaciones y determinaría la construcción de una destacada obra de ingeniería civil hidráulica, que frenara y recondujera el sentido natural de las aguas del Darro haciéndolas discurrir Genil abajo.
Esta obra consistió en un fuerte muro de contención o dique en el margen del cauce, de considerable altura, con una serie de espolones o tajamares distribuidos en su cara de contacto con las aguas, cuyo fin era disminuir y contrarrestar los embates de la corriente contra el dique.
Tras la intervención arqueológica realizada se puso de manifiesto que la construcción de este dique se remonta al siglo XI, documentado por un tapial de características diferentes al utilizado posteriormente durante la fase de dominación almohade. Este tipo de tapial característico por su gran dureza y cohesión presenta un aspecto macizo, realizado con abundante cal y árido de mediano tamaño. Se aprecian los cajones de tapial y los mechinales o agujas utilizadas para encofrar, incluso las tablas del encofrado. El estado de conservación de éste es bueno, sobre todo en la cara interna donde no ha sufrido el embate de la corriente.
La presión funcional del dique hace que tenga periódicas reparaciones, que diversifican su apreciación visual, manifestándose como un elemento indisociable del paisaje de la ribera, que queda incluso reflejada en algunas cartografías y vistas históricas. Hay constancia de la realización de reformas en el siglo XIX por el general Sebastiani, dentro de las mejoras ejecutadas durante el período de dominación napoleónica, otorgándose gran importancia a la mejora del cauce del río y a la dotación de infraestructuras. No obstante, se ha documentado una fase posterior a ésta, caracterizada por cajones de ladrillos rellenos de mampostería de mediano tamaño y fragmentos de tapial reutilizado junto con los tajamares.